# Maryam Namazie
Maryam Namazie   (Teheran, 1966) en persa: مریم نمازی, és una britanicoiraniana laïcista, comunista i activista pels drets humans.

## Biografia
Maryam Namazie va centrar el seu treball inicial en els drets dels refugiats, especialment a Sudan, Turquia i l'Iran, i ha fet campanya activament contra la xaria. Namazie es va fer coneguda a mitjan dècada del 2000 pel seu secularisme i la crítica al tracte de les dones sota els règims islàmics. El 2015, les seues conferències foren rebutjades per grups que l'etiquetaren de provocativa.
Maryam Namazie nasqué a Teheran; els seus pares eren Hushang i Mary Namazie. Se'n va anar amb la seua família el 1980 després de la Revolució de 1979 a l'Iran. Després, ha viscut a l'Índia, al Regne Unit i als Estats Units, on entrà a la universitat als 17 anys.

### Treball amb refugiats
Maryam Namazie primer treballà amb refugiats etíops al Sudan. Després del colp militar del 1989 que va instituir la llei islàmica al Sudan, la seua organització clandestina de defensa dels drets humans, Drets Humans sense Fronteres, fou descoberta i amenaçada per la seguretat sudanesa i hagué d'abandonar el país. De tornada als Estats Units el 1990, fundà el Comité per a l'Assistència Humanitària als Refugiats Iranians (CHAIR).
El 1994 treballà amb refugiats iranians a Turquia i en va produir una pel·lícula sobre la seua situació. Maryam Namazie fou directora executiva de la Federació Internacional de Refugiats Iranians, amb sucursals en més de vint estats.
A més a més, ha dirigit campanyes, en especial contra les violacions dels drets humans dels refugiats a Turquia. I també ha transmés programes de televisió en anglés: TV International.

### Laïcisme
Maryam Namazie ha fet campanya pel laïcisme a nivell internacional, fins i tot al Canadà o Gran Bretanya, on viu actualment. En molts articles i declaracions públiques ha qüestionat el relativisme cultural i l'islamisme polític. Aquestes activitats foren guardonades per la National Secular Society amb el premi Secularist of the Year 2005, i Namazie en fou la primera guanyadora.
Durant els aldarulls per les caricatures daneses del Jyllands-Posten, fou una dels signants del Manifest: Junts enfront del nou totalitarisme, amb Ayaan Hirsi Ali, Chahla Chafiq, Caroline Fourest, Bernard-Henri Lévy, Irshad Manji, Mehdi Mozaffari, Taslima Nasreen, Salman Rushdie, Antoine Sfeir, Philippe Val i Ibn Warraq. El manifest comença dient: "Després d'haver superat el feixisme, el nazisme i l'estalinisme, el món s'enfronta ara a una nova amenaça global totalitària: l'islamisme". Maryam Namazie va dir en una entrevista del 2006 que la resposta del públic "hi ha estat aclaparadora. Molts el troben oportú, mentre que, per descomptat, existeix l'habitual correu d'odi dels islamistes". Maryam Namazie ha denunciat la discriminació que suporten les dones sota el règim islàmic: 
| « | "Pel mateix fet que ets una ciutadana de segona classe, fins i tot el teu testimoni val legalment la meitat que el de un home, obtens la meitat del que rep un xiquet en herència si ets xiqueta. Has de dur vel si ets una xiqueta o una dona, i hi ha certs camps de l'educació o el treball que són tancats per a tu perquè se't considera emocional". | » |

Compara la situació actual de les dones sota governs islàmics amb les desigualtats socials sota l'apartheid de Sud-àfrica, i en posa com a exemples les entrades separades per a dones a les oficines governamentals i la separació per sexes a les àrees de bany de la mar Càspia per una cortina.
Després que Mina Ahadi creàs el Consell Central d'Exmusulmans a Alemanya al gener del 2007, Maryam Namazie fou cofundadora del Consell d'Exmusulmans de Gran Bretanya (CEMB) al juny. En participà en la fundació de la branca holandesa al setembre: una iniciativa d'Ehsan Jami. Els representants dels tres consells exmusulmans signaren una "Declaració Europea de Tolerància". L'eurodiputada Sophie in 't Veld ha qualificat el sorgiment d'organitzacions exmusulmanes com un "nou Renaixement". Namazie va comparar la ruptura dels tabús i la "sortida de l'armari" dels apòstates musulmans amb l'emancipació dels homosexuals.
Al febrer del 2008, Namazie i Ahadi foren elegides entre les 45 millors "Dones de l'any 2007" per Elle Quebec, pel seu paper en la fundació dels consells exmusulmans. Encara que el Comité holandés de exmusulmanes es dissolgué al 2008, els seus homòlegs britànic i alemany es van reforçar amb una branca francesa: per iniciativa de Waleed Al-Husseini, el 6 de juliol del 2013 es funda el Consell d'exmusulmanes de l'estat francés, en què Namazie també s'involucrà.
Maryam Namazie fou nomenada en l'informe Victims of Intimidation:Freedom of Speech within Europe's Muslim Communities, del 2008, sobre 27 figures públiques europees amb antecedents islàmics que s'han convertit en el focus d'atenció terrorista pel que han dit sobre temes com l'Islam, l'homosexualitat o l'experiència religiosa.
Des del 1982, hi ha un Consell Islàmic de la Xaria a Anglaterra, i els tribunals islàmics de la xaria poden sentenciar en afers familiars (matrimoni, divorci, herència, custòdia dels fills) segons la Llei d'Arbitratge de 1996. Maryam Namazie hi fa campanya en contra, amb el nom Una llei per a tots. Considera que la xaria és discriminatòria i injusta, especialment contra les dones i els xiquets:
| « | "Els drets i la justícia estan destinats a les persones, no a les religions ni a les cultures", ha dit Namazie. | » |

L'acció s'inicià el 10 de desembre del 2008 durant el 60é aniversari de la Declaració Universal dels Drets Humans.
Maryam Namazie també s'ha pronunciat en contra del relativisme cultural pel que fa als drets humans, i ha denunciat que aquest ignora les violacions dels drets humans i l'opressió de les dones en estats islamistes, sota l'excusa que aquestes accions pertanyen a la cultura. Considera que els majors opositors a la xaria i a l'islamisme són les persones que han viscut sota el seu domini, i que ningú hauria de tenir menys drets per haver nascut a l'indret on va nàixer.
El 15 de setembre del 2010, Namazie, amb altres 54 figures públiques, signaren una carta oberta publicada en The Guardian, en què s'oposaven a la visita d'estat del papa Benet XVI al Regne Unit.
Maryam Namazie fou l'oradora principal en la Convenció Mundial Atea del 2011 a Dublín, on afirmà que actualment hi ha una "Inquisició islàmica" en marxa; i etiquetar persones i països com a "islàmics" o "musulmans" nega la diversitat d'individus i societats i dona als islamistes més poder; que els drets humans no són "occidentals" sinó universals; i que la paraula "islamofòbia" és incorrecta perquè no és una forma de racisme, perquè la por a l'Islam i l'oposició contra ell no és infundat, sinó fins i tot necessari. Un discurs semblant que pronuncià a Salt Lake City en la Convenció Nacional d'Ateus Estatunidencs del 2014 s'oposava a l'ús del vel.
Després que la bloquera egípcia Aliaa Magda Elmahdy publicàs fotos seues nua per a provocar els islamistes, Namazie edità un calendari amb fotos d'activistes nues al febrer del 2012, entre d'altres la ucraïnesa Alena Magela, del grup FEMEN. Namazie en va dir: "Els islamistes i la dreta religiosa estan obsessionats amb els cossos de les dones. Volen silenciar-nos, fer-nos anar amb vel i encadenades en vida. La nuesa trenca tabús i és un mitjà important de resistència". Feu en l'acte d'Elmahdy "un crit contra l'islamisme" i "el darrer acte de rebel·lió". Namazie remarca la diferència entre els musulmans, d'una banda, creients com qualssevol altres, i els islamistes de l'altra, que són perillosos perquè creen moviments polítics repressius que han pres el poder en alguns estats. Ella argumenta que tots els moviments de dreta religiosa són iguals.
Maryam Namazie també fou portaveu de Fitnah-Moviment per a l'Alliberament de la Dona, un moviment de protesta que, segons el seu lloc web, "exigeix llibertat, igualtat i secularisme, i demana la fi de les lleis i costums culturals, religiosos i morals misògins: vel obligatori, apartheid sexual, tràfic sexual i violència contra les dones". Segons Namazie, el nom del moviment prové d'un hadiz, o dita de Mahoma, que al seu parer retrata les dones com una font de mal i aflicció. Ella explica que tot i que el terme se sol percebre com a negatiu, el fet que les dones anomenades fitnah siguen les que "són desobedients, transgredeixen les normes, es neguen, resisteixen, es rebel·len, que no se sotmeten", fa que siga escaient per a un moviment d'alliberament feminista. Ha explicat que se'n creà el moviment per moviments i revolucions contemporànies arreu del món, especialment a l'Orient Mitjà i al nord d'Àfrica, tot i que la Fitnah té rellevància global.
Al setembre del 2015, el sindicat estudiantil de la Universitat de Warwick li prohibí parlar en una conferència al campus organitzada per Warwick Atheists, Secularists and Humanists' Society per por que pogués "incitar a l'odi" cap als estudiants musulmans de la universitat. En una entrevista amb Simon Gilbert en el Coventry Telegraph, digué: "M'emprenya que tots siguem en una capseta i que qualsevol que critique l'Islam siga etiquetat com a racista. No és pas racista, és un dret fonamental. El moviment islàmic és un moviment que massacra la gent a l'Orient Mitjà i a Àfrica. És important que parlem d'això i ho critiquem". La prohibició es va aixecar després d'uns dies.
Al desembre del 2015, feu una conferència sobre la blasfèmia en la Universitat Goldsmiths de Londres, patrocinada per la societat atea, laïcista i humanista de la universitat. Mentre hi parlava, uns membres de la Societat Islàmica de la universitat l'esbroncaren i apagaren la presentació de PowerPoint quan Namazie mostrava una caricatura de la sèrie Jesús i Mo. Diuen que alguns estudiants van emetre amenaces. En resposta a l'incident, la Societat Feminista de la universitat feu un comunicat en Tumblr, expressant el seu suport a la Societat Islàmica i condemnant la Societat Atea, Secularista i Humanista per acollir "islamofobs coneguts" per a parlar en la universitat.
Maryam Namazie és portaveu de One Law for All i del Consell d'Exmusulmans de Gran Bretanya. És membre honorària de la Societat Nacional Secular, i patrocinadora de Pink Triangle Trust. També participa en el Comité Internacional contra la Lapidació. Havia estat portaveu de Solidaritat amb l'Iran, i d'Equal Rights Now, una organització contra la discriminació de les dones a l'Iran, que defensa els drets de les dones i la lluita contra l'apartheid sexual a l'Iran.

### Política

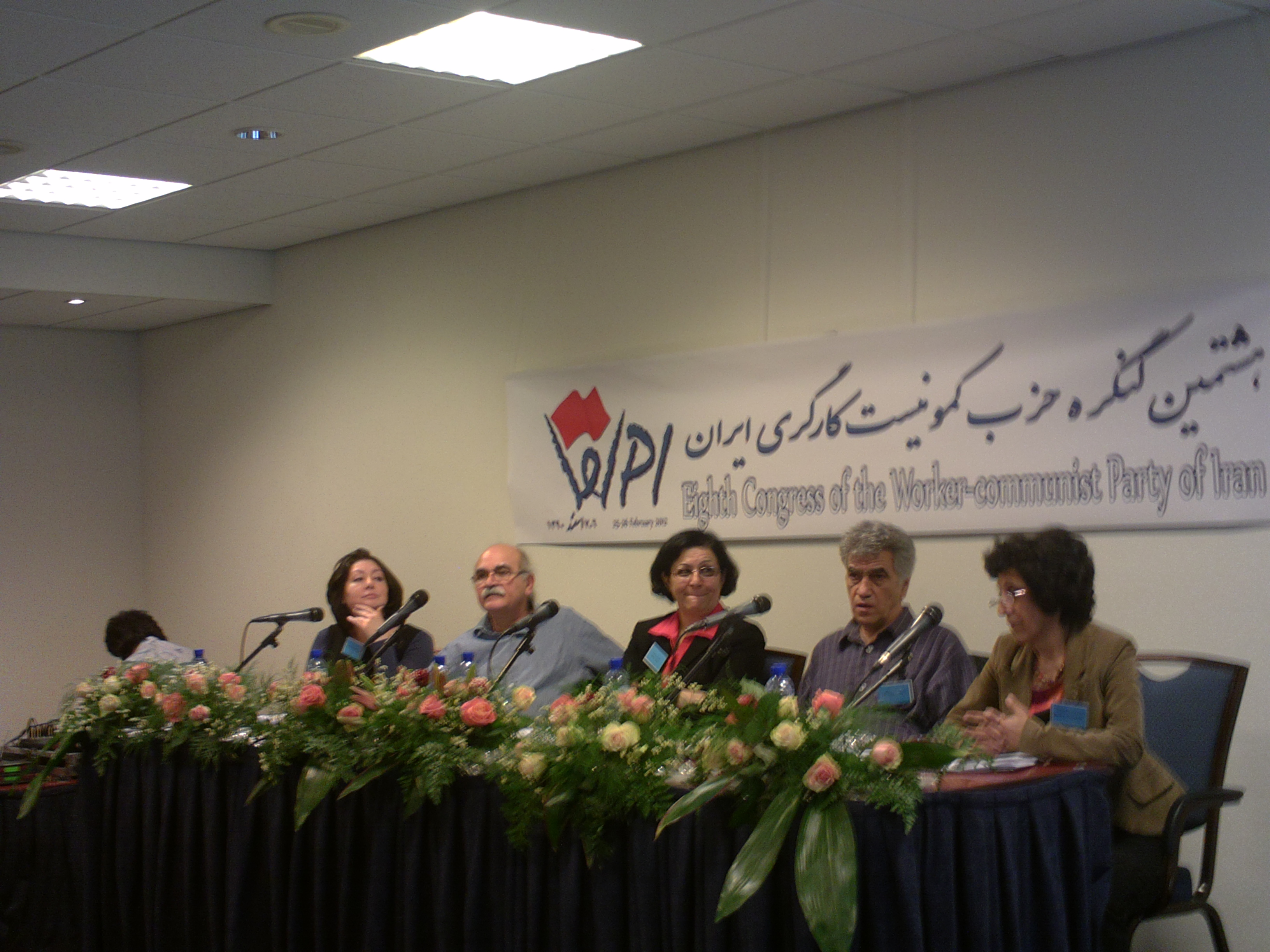
Namazie en el vuité Congrés WPI

Maryam Namazie era membre del Comité Central del Partit Comunista dels Treballadors de l'Iran, com a editora de la Revista Comunista dels Treballadors. S'inspirava en el comunisme obrer, en especial en les del teòric iranià Mansoor Hekmat. Maryam Namazie i Fariborz Pooya deixaren el Partit Comunista dels Treballadors de l'Iran l'1 de gener del 2009. El secretari del Comité Central, Hamid Taqvaie, acceptà amb pesar la renúncia i comentà que el partit continuaria donant suport a les activitats socials i campanyes contra l'Islam polític, i expressà la seua esperança que Namazie i Pooya continuassen treballant en el programa Pa i Roses.
Maryam Namazie es distancia fortament dels grups antiislàmics d'extrema dreta, als quals també considera enemics.
El 2011 en la Conferència Mundial Atea de Dublín, referint-se a l'extrema dreta, digué que són com els islamistes i que els musulmans necessiten la mateixa protecció davant la llei, mentre remarcava la necessitat de poder criticar la religió. Condemnà enèrgicament els moviments d'extrema dreta després dels atacs terroristes contra mesquites a Christchurch, Nova Zelanda, en què moriren 50 persones, afirmant que fan costat als musulmans que s'enfronten a la discriminació, la violència i el terror.

## Obres
- Maryam Namazie, Sharia Law in Britain: A Threat to One Law for All and Equal Rights. Archived (2010). Una llei per a tots.
- Adam Barnett i Maryam Namazie, Enemies Not Allies: The Far-Right. Archived (2011). Una llei per a tots.
- Maryam Namazie, Nahla Mahmoud, Atoosa Khatiri e al., Estat polític i legal dels apóstatas en l'Islam. Archived(2013). Consell d'Exmusulmans de Gran Bretanya.